# Habenaria ambositrana
Habenaria ambositrana är en orkidéart som beskrevs av Rudolf Schlechter. Habenaria ambositrana ingår i släktet Habenaria och familjen orkidéer. Inga underarter finns listade i Catalogue of Life.